# Angelina, a balerina (televíziós sorozat, 2001)
Az Angelina, a balerina (eredeti cím: Angelina Ballerina) 2002-ben indított amerikai televíziós animációs sorozat.
Magyarországon a Minimax, JimJam, és az M2 adta.

## Szereplők
- Angelina – Majsai-Nyilas Tünde
- Miss Lilly – Halász Aranka
- Mr. Mouseling – Kapácsy Miklós
- Mrs. Mouseling
- Alice
- Henry

## Epizódok

### 1. évad
1. A rózsatündér királynő
2. Angelina a vidámparkban
3. A belépőjegyek
4. Éjszakai kavarodás
5. A szerencsepénz
6. Lilly asszony elutazik
7. Arthur a pillangó
8. Két egér egy csónakban
9. Az ajándék
10. A jelmezbál
11. Angelina meglepetése
12. Két keréken
13. Angelina kishúga
14. Alice ajándéka
15. Angelina a színfalak mögött
16. Lilly néni a vacsoravendég
17. Valentin-nap
18. Nagy Mancs legendája
19. A sajtlabda kupa
20. A balerina rongybaba
21. Angelina és a nagyi
22. Angelina és Ánja
23. Angelina nyomoz
24. A tornabajnokság
25. Lányoknak tilos
26. A királyi bankett
27. Kiselőadás
28. Fejek és farka

### 2. évad
1. Sammy klubja
2. Házassági évforduló
3. Henry Halloween-ja
4. Angelina a sztárriporter
5. Felvétel indul
6. William, a varázsló
7. Ánja látogatása
8. Az ajánlat
9. Az öreg tölgyfa
10. Az év tanára!
11. Angelina és az ezüstmedál